# Ecséd
Ecséd là một thị trấn thuộc hạt Heves, Hungary. Thị trấn này có diện tích 41,6 km², dân số năm 2010 là 3290 người, mật độ 79 người/km².